# Yukiko Kitano
Yukiko Kitano (北野雪子 Kitano Yukiko?) es un personaje de la novela Battle Royale. En la película y el manga tiene el mismo nombre. En la película el papel de Yukiko Kitano fue interpretado por Yukari Kanasawa.
Aunque Yukiko Kitano tenga el mismo apellido que su profesor en la versión cinematográfica, Kitano, y el mismo apellido de la hija de este, Shiori Kitano, no tiene ningún parentesco con ellos.

## Antes del juego
Yukiko Kitano es una de las estudiantes de la clase de tercer año del instituto Shiroiwa de la ciudad ficticia de Shiroiwa (en la prefectura de Kagawa en la novela y el manga mientras que en la película es en la prefectura de Kanagawa).
En la novela, ella es miembro de la iglesia de metodista cristiana, donde después conoció a su mejor amiga, Yumiko Kusaka. En todas las versiones las dos mejores amigas, Yukiko y Kusaka son inseparables. En la novela, aunque ambas asistían con frecuencia a la iglesia, no eran muy devotas a la religión, iban más para quedar con amigos y hacer vida social. A ambas les encanta hacer muchas cosas juntas, una vez compraron unos pendientes que les gustaron a ambas y cada una se quedó con uno. A Yukiko le encanta hacer tareas domésticas y hacer pasteles para Kusaka. Otra de las cosas que le importa mucho a Yukiko es la opinión de los demás. Yukiko estaba enamorada de Shuya Nanahara.
En el manga, Yukiko y Yumiko se hicieron amigas en el colegio, en clase de tareas domésticas. Yumiko tenía problemas y Yukiko la ayudó a hacer su receta. Al final a Yumiko le salió muy bien su platillo pero Yukiko no tuvo tiempo para terminar el suyo lo que la entristeció. Yumiko le explicó a la profesora que Yukiko la había ayudado, en ese momento Shuya Nanahara, quien se había colado en el salón junto a Yoshitoki Kuninobu para comer a escondidas, aparece frente al grupo y las anima halagando la cocina de ambas y la perfecta forma en que sus platos se complementan; a partir de ahí las dos se hicieron muy amigas.

## En el juego
Yukiko se reúne con Yumiko al abandonar el colegio debido a que el chico número siete, Yoshitoki Kuninobu, había muerto antes de empezar el juego y, por tanto, salieron de forma consecutiva. Ambas deciden ir hasta el antiguo puesto de información turístico en el centro-este de la montaña norte. Las chicas discuten sobre que harán, comprendiendo que serían incapaces de matar a sus compañeros y o la una a la otra. Después de pensar mucho, razonan que el resto debe sentir lo mismo y deciden utilizar un megáfono que había en el puesto para llamar a sus compañeros, hacer un grupo e intentar buscar una solución juntos.

## Destino
El aviso revela la posición de las chicas, por lo que Shogo Kawada evita que Shuya Nanahara y Noriko Nakagawa vayan al lugar explicando que su experiencia le ha demostrado que es imposible que todos los que se presenten tengan tan buenas intenciones como ellas; posteriormente dispara al aire en un intento de asustarlas y hacer que escapen, pero aun así Yumiko y Yukiko continúan transmitiendo. Kazuo Kiriyama las escucha y en un ataque por la espalda, Kiriyama dispara a ambas con su ametralladora. En la novela y el manga después del tiroteo, acaba con ambas disparándoles en la cabeza con la pistola Walther PPK de Mitsuru Numai. El arma asignada de Yukiko era una diana con dardos tanto en el libro como en el manga, mientras que en la película era el megáfono.
En la película, Kusaka muere en el tiroteo, pero Yukiko queda agonizando. Yukiko empieza a gritar de dolor y Kiriyama comienza a dispararle en el estómago mientras pone el megáfono en su boca, de forma, sus gritos de dolor y su muerte son escuchados por todos en toda la isla.